# Olaus Petersson
Olaus Petersson (i riksdagen kallad Petersson i Småkulla), född 29 januari 1859 i Stora Lundby, död 20 mars 1932 i Göteborg, var en svensk lantbrukare, affärsman och politiker (liberal). Bror till riksdagsmannen Alfred Pettersson.
Olaus Pettersson, som kom från en bondefamilj i Västergötland, var lantbrukare i Småkulla i Bergum utanför Göteborg. Han ägde också en möbelaffär i Göteborg och ett väveri i Mölnbo i Vårdinge. Han var även aktiv i Svenska missionsförbundet.
Han var riksdagsledamot i första kammaren 1912-1930 för Älvsborgs läns valkrets och anslöt sig till Frisinnade landsföreningens riksdagsgrupp Liberala samlingspartiet, efter den liberala partisplittringen Frisinnade folkpartiet. I riksdagen var han bland annat ledamot i bankoutskottet 1925-1930. Han engagerade sig främst i landsbygdens frågor. I en motion begärde han en utredning om "skydd för fastighetsägare på landet mot störande och stojande tillställningar i omedelbar närhet av hans hem".
Han gifte sig den 4 juni 1884 med hemmansägaren Nelly Augusta Petersson, född Johannesdotter, som förde med sig gården Småkulla och med vilken han fick tretton barn.